# Bernard de La Monnoye
Bernard de La Monnoye (Digione, 15 giugno 1641 – Parigi, 15 ottobre 1728) è stato un avvocato, poeta, filologo e critico letterario francese, membro dell'Académie française.

## Biografia

### La gioventù a Digione

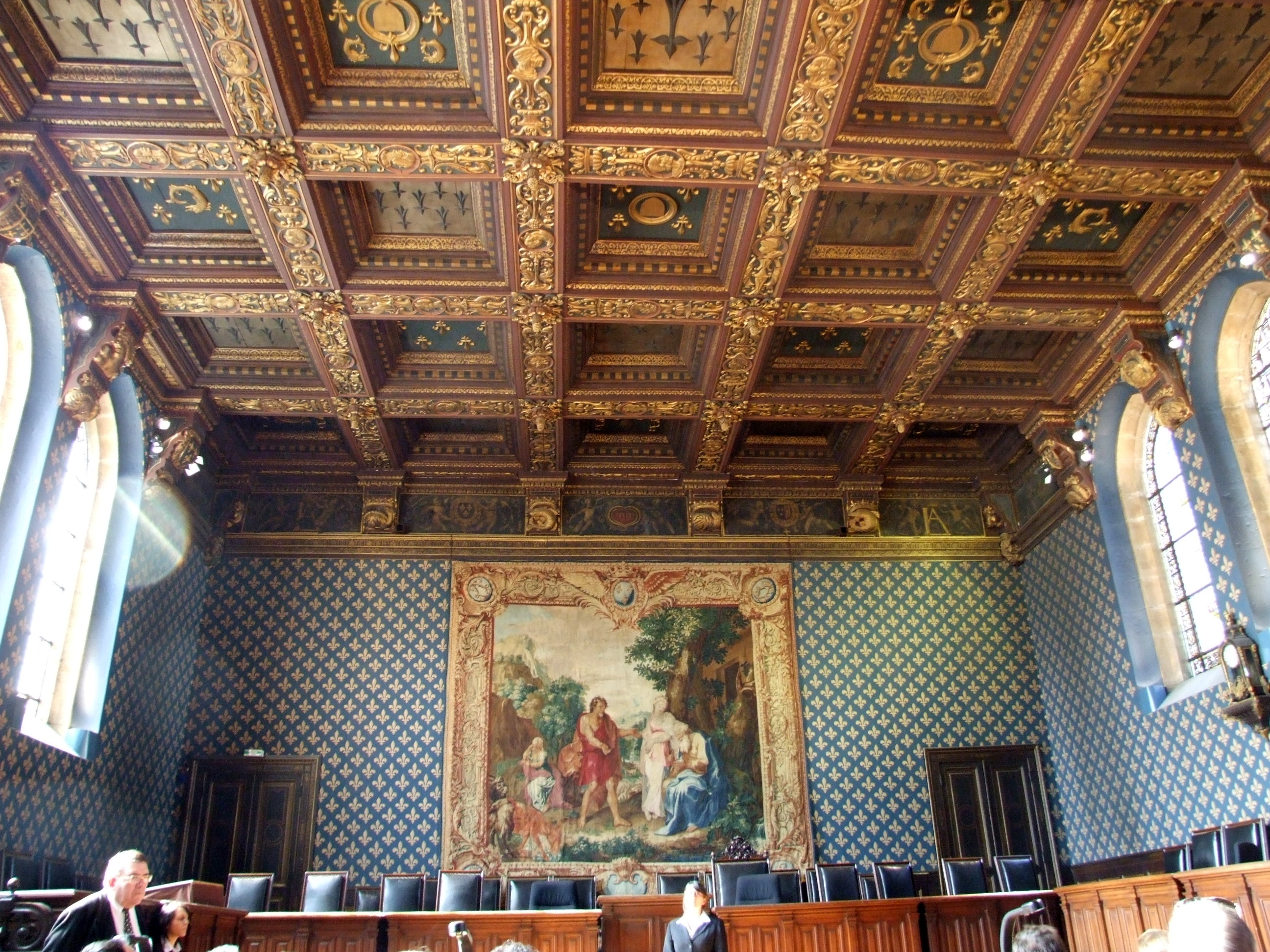
La sala d'oro del Parlamento di Digione (attuale Corte di giustizia) dove La Monnoye fece il suo debutto come avvocato

Bernard de La Monnoye nasce il 15 giugno 1641, figlio di Nicolas de La Monnoye e Catherine Baron. Non può vantare nobili ascendenze, visto che sia il padre che la famiglia della madre fanno parte della corporazione dei fornai e pasticcieri, tuttavia la famiglia gode di una certa agiatezza, come dimostra la cura per l'educazione del figlio. Fa i suoi primi a studi presso il locale Collége des Godrans, gestito dai gesuiti. Qui si distingue nella composizione di epigrammi latini di buona fattura, coltiva inoltre lo studio della letteratura e degli autori greci, latini ed italiani, che gli divengono familiari. Inizia a scrivere anche alcune composizioni in francese particolarmente ammirate, soprattutto in relazione alla sua giovane età.
Il padre sogna per il figlio una carriera d'avvocato e così invia il figlio a seguire i corsi di diritto dell'università di Orléans, all'epoca molto reputata. Là, cedendo alla passione per la letteratura e soprattutto all'innata curiosità, si impegna a raccogliere tra i casi esemplari della giurisprudenza i particolari più originali sugli autori e sui libri che ne avevano trattato. Compiuti gli studi, fa il suo debutto al Parlamento di Digione il 16 novembre del 1662, ma l'incompatibilità tra i doveri della sua nuova professione d'avvocato e i bisogni del suo spirito si fanno presto sentire e, dissimulando la sua repulsione con un preteso indebolimento della propria salute, sfugge al labirinto delle leggi per dedicarsi anima e corpo alle lettere.

### L'Accademia di Digione
All'epoca si trovava a Digione una concentrazione di uomini che giustificherà poi l'elogio che fece Voltaire sullo spirito colto dei suoi abitanti: iniziavano infatti le riunioni letterarie di un gruppo di uomini che sarebbe stato il nocciolo duro della futura Académie des sciences, arts et belles-lettres de Dijon. Tra essi si distinguevano l'alto magistrato Jean Bouhier, Philibert de La Mare, Pierre Dumay, Jean-Baptiste Lantin de Damerey, Jacques-Auguste de Chevanes, Pierre Legouz, Philibert-Bernard Moreau de Mautour, Pierre Oudin e Claude Nicaise. La Monnoye si divideva tra i libri e il circolo di amici; a loro offriva il suo talento poetico accontentandosi semplicemente dell'approvazione del piccolo cenacolo, sembra addirittura che rimproverasse gli amici quando capitava che indugiassero in elogi pubblici.

### L'abolizione del duello
Un successo sul quale aveva poco contato fece risplendere su di lui la luce del pubblico successo che temeva così tanto. Infatti nel 1671 l'Académie française bandì la prima edizione di un premio di poesia, scegliendo come primo argomento «l'abolizione del duello». La Monnoye si mise all'opera e il lavorò che inviò fu ricevuto come vincitore. Bisogna pur notare che i soggetti banditi per i concorsi erano tutti volti a tessere le lodi di Luigi XIV, e tuttavia la monotonia dei temi offriva comunque spazio al vero talento. La Monnoye concorse cinque volte, e furono cinque trionfi, e se si eccettua l'edizione su la Gloria acquisita dal re intervenendo in una causa (1685), in tutti gli altri concorsi, ovvero la Gloria delle armi e delle lettere sotto Luigi XIV (1675), L'educazione del Delfino (1677) e Le Grandi cose fatte dal Re in favore della religione (1683), mostrò un'ispirazione sincera e le opere che produsse furono veramente di notevole livello, tanto che iniziò a girare la diceria (falsa) che i giudici l'avessero pregato dall'astenersi al concorrere nuovamente, tale era la superiorità rispetto agli altri concorrenti. La prova è che perfino Voltaire, mai avaro di commenti pungenti, ebbe modo di dire di lui: 
(Voltaire)
 L'elogio di Voltaire appare oggi decisamente eccessivo, forse ripaga lo scrittore per la dichiarata ammirazione che mostrò per il suo Edipo, da esso ritenuto superiore non solo a quello di Corneille, ma perfino a quello di Sofocle.

### Una disputa accademica

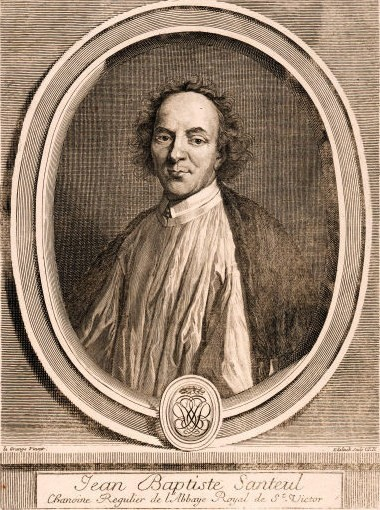
Jean de Santeul, che ebbe una disputa con La Monnoye

Come già detto La Monnoye partecipò ancora quattro volte al concorso poetico vincendo sempre, ma fu la quarta partecipazione in particolare ad essere degna di nota. L'edizione del 1683 dedicata alla celebrazione dello zelo di Luigi XIV per la causa religiosa vide infatti tra i concorrenti l'accademico Bernard le Bovier de Fontenelle e l'abate Dujarry. Ma la cosa curiosa fu che La Monnoye vinse senza sapere neppure di essere iscritto al concorso. Molto tempo addietro il poeta Jean de Santeul aveva scritto in latino un'ode dal titolo Ludovico Magno religionis avitae vindici, casualmente sullo stesso tema del concorso di quell'anno, e aveva pregato La Monnoye di realizzarne una versione in francese. Egli eseguì velocemente il compito, realizzando un'ode in 200 versi molto apprezzata da Santeul che gli propose immediatamente la pubblicazione. Ignaro del valore dell'opera, preferì attendere ed è così che Santeul, dimezzandone la lunghezza per entrare nei limiti imposti dal regolamento, decise di inviare il componimento in francese a nome del traduttore (il nome dell'autore era conservato in una busta sigillata e rivelato al momento della premiazione, almeno ufficialmente). L'opera vinse e La Monnoye, del tutto inaspettatamente, ricevette i complimenti dell'Accademia e il premio. Santeul, che era interessato al premio (una medaglia in oro), propose di dividere il riconoscimento: al traduttore francese la gloria e all'autore in latino la medaglia. La Monnoye, del tutto disinteressato, accettò di cedere il premio, ma non senza porre la maliziosa clausola che tale passaggio dovesse essere fatto sotto atto notarile. A dispetto di ciò i rapporti con Santeul rimasero cordiali e quest'ultimo continuò a tesserne le lodi come autore e traduttore.